# آرامگاه عباس علی
بقعه عباس علی مربوط به دوره صفوی است و در دزفول، خیابان آخرنشین، محله صحرابدرمشرقی واقع شده و این اثر در تاریخ ۹ اردیبهشت ۱۳۸۲ با شمارهٔ ثبت ۸۳۸۲ به‌عنوان یکی از آثار ملی ایران به ثبت رسیده است.